# Браво, Сиэра
Сиэ́ра Куи́нн Бра́во (англ. Ciara Quinn Bravo; произносится /siːˈɛrə/; род. 18 марта 1997, Алегзандрия, Кентукки) — американская актриса и фотомодель.

## Биография
Сиэра родилась 18 марта 1997 года в городе Александрия, штат Кентукки. У неё есть старшая сестра Риккель и младший близнец-брат Джексон.
В возрасте 9 лет она принимала участие в некоторых модельных шоу, в том числе на Mike Beaty Model и Talent Expo в Далласе, Техас, где на неё обратили внимание Брайан Ледер и Фредерик Левай из агентства Management 101.
На протяжении 2008 года Сиэра ходила на прослушивания и снималась в рекламных роликах для «Newport Aquarium». В следующем году она снялась в нескольких короткометражных фильмах, в скором времени озвучила несколько ролей на Disney Schoolhouse, снялась в эпизодической роли в сериале «Can You Teach My Alligator Manners?» и в нескольких рекламных роликах. В 2009 году она получила роль Кэти Найт в телесериале «Биг Тайм Раш» телеканала Nickelodeon. В 2019 году сыграла одну из главных ролей в телесериале «Уэйн», выпущенный на YouTube премиум.

## Фильмография
| Год       |     | Русское название                             | Оригинальное название                      | Роль                  |
| --------- | --- | -------------------------------------------- | ------------------------------------------ | --------------------- |
| 2008      | мс  | Ты можешь научить моего аллигатора манерам ? | Can You Teach My Alligator Manners?        | различные роли        |
| 2009      | мс  | Спецагент Осо                                | Special Agent Oso                          | Сара                  |
| 2009      | ф   | Ангелы и демоны                              | Angels & Demons                            | девочка               |
| 2009      | кор | Кафетерий                                    | The Cafeteria                              | Кэролайн              |
| 2009      | кор | Вымытый                                      | Washed Up                                  | Сара                  |
| 2009—2013 | с   | Биг Тайм Раш                                 | Big Time Rush                              | Кэти Найт             |
| 2010      | мф  | Сезон охоты 3                                | Open Season 3                              | Гизелита              |
| 2011      | мф  | Счастье, это теплое одеяло, Чарли Браун      | Happiness Is a Warm Blanket, Charlie Brown | Пэтти                 |
| 2011      | тф  | Чудо-пёс                                     | Cinnamon                                   | Хизер                 |
| 2011      | мф  | Ледниковый период: Гигантское Рождество      | Ice Age: A Mammoth Christmas               | Персик                |
| 2012      | тф  | Звездные войны: Девчушка Вейдер              | Kinect Star Wars: Girly Vader              | Девочка-Вэйдер        |
| 2012      | мс  | Пингвины из Мадагаскара                      | The Penguins of Madagascar                 | охотник               |
| 2012      | тф  | Биг Тайм Раш: Фильм                          | Big Time Movie                             | Кэти Найт             |
| 2013      | с   | Сверхвоины                                   | Supah Ninjas                               | Кайли                 |
| 2013      | ф   | Мошенничество                                | Swindle                                    | Мелисса Бинг          |
| 2013      | с   | Призраки дома Хатэвэй                        | The Haunted Hathaways                      | Блэр                  |
| 2013      | ф   | Сглазили!                                    | Jinxed                                     | Мег Мёрфи             |
| 2014—2015 | с   | Красные браслеты                             | Red Band Society                           | Эмма Чота             |
| 2016      | с   | Второй шанс                                  | Second Chance                              | Грейс Притчард        |
| 2016      | ф   | Соседи. На тропе войны 2                     | Neighbors 2: Sorority Rising               | девушка из общины     |
| 2016      | с   | Морская полиция: Спецотдел                   | NCIS                                       | Аманда Кэмпбелл       |
| 2017      | ф   | До костей                                    | To the Bone                                | Трейси                |
| 2017      | с   | Агенты «Щ.И.Т.»                              | Agents of S.H.I.E.L.D.                     | Эбби                  |
| 2017      | кор | Ребенок Доминик                              | Dominique's Baby                           | Шарлиз                |
| 2018      | ф   | Долгая идиотская дорога                      | The Long Dumb Road                         | Эшли                  |
| 2019      | с   | Уэйн                                         | Wayne                                      | Делайла «Дел» Лучетти |
| 2019      | с   | Навстречу тьме                               | Into the Dark                              | Лейси                 |
| 2019      | кор | Последняя девушка возвращается               | The Final Girl Returns                     | Мэвис                 |
| 2020      | с   | Учитель                                      | A Teacher                                  | Мэри Смит             |
| 2021      | ф   | По наклонной                                 | Cherry                                     | Эмили                 |
| 2021      | ф   | Побережье                                    | Coast                                      | Кейси                 |
| 2021      | ф   | Ремонт малых двигателей                      | Small Engine Repair                        | Кристал Романовски    |
| 2022      | с   | За пределами тьмы                            | Beyond the Dark                            | Мэвис                 |
| 2023      | вс  | Самая опасная игра                           | Most Dangerous Game                        | Тина                  |
| 2023      | ф   | Не художник                                  | Not an Artist                              | Кристин               |
| 2025      | ф   | Последние дни Джона Аллена Чау               | The Last Days of John Allen Chau           |                       |
|           | ф   | Ты встречаешься с нарциссом!                 | You're Dating a Narcissist!                | Ева                   |

## Награды и номинации
| Год  | Награда                | Категория | Номинация за        | Результат | Примечания |
| ---- | ---------------------- | --- | ------------------- | --------- | ---------- |
| 2012 | премия «Молодой актёр» | Лучшая женская роль в телесериале - молодая актриса второго плана                                                  | Биг Тайм Раш        | Номинация | [ 5 ]      |
| 2013 | премия «Молодой актёр» | Лучшая женская роль в телефильме, мини-сериале, специальном выпуске или пилотном проекте - ведущая молодая актриса | Биг Тайм Раш: Фильм | Номинация | [ 6 ]      |
| 2014 | премия «Молодой актёр» | Лучшая женская роль в телефильме, мини-сериале, специальном выпуске или пилотном проекте - молодая актриса         | Мошенничество       | Номинация | [ 7 ]      |
| 2021 | премия «MovieGuide»    | Самая вдохновляющая актерская игра в кино                                                                          | По наклонной        | Победа    | [ 8 ]      |

### Комментарии
1. ↑  Совместно с Томом Холландом